# 保羅·葛雷納

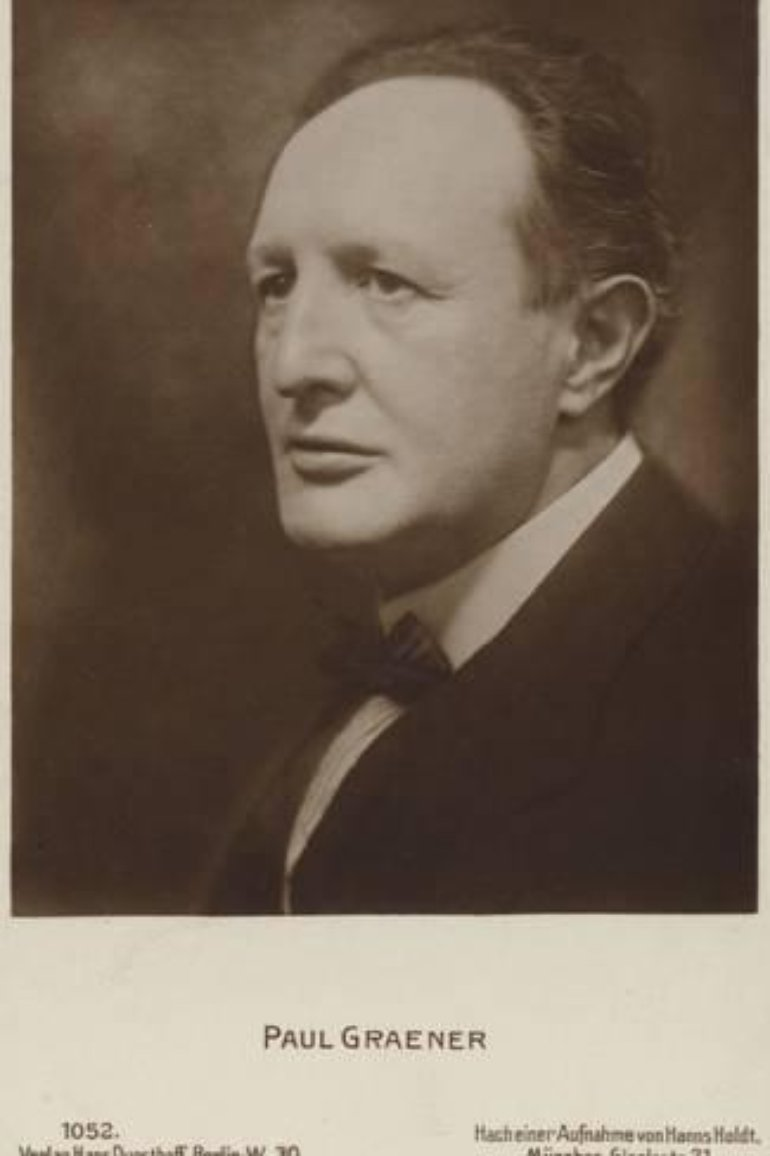
葛雷納

保羅·赫爾曼·弗朗茨·葛雷納（德語：Paul Hermann Franz Graener；1872年1月11日—1944年11月13日）是德國作曲家、指揮家。其創作風格受理查德·施特劳斯、马克斯·雷格等後期浪漫主義者的影響甚多。
葛雷納出生在柏林，自小與雙親失散。1896年他前往倫敦，以私人教學維生，此外曾短暫地在乾草市場劇院做指揮。在這之前他與瑪利亞·伊莉莎白·豪席爾德（Maria Elisabeth Hauschild）成婚，他們在倫敦育有三名子女。1901年英國人口普查記有葛雷納之名：「劇院音樂總監，與其妻瑪利亞（生於基尔）居於漢默史密斯白楊街3號。同住家人尚有其子海因茨（4歲）、保羅（2歲），以及表親喬治。」
約1910年左右，葛雷納遷居維也納，任教於新維也納學院。幾年間他遷徙數次，包括薩爾茨堡、德累斯顿與慕尼黑等地。最後他接受了萊比錫音樂院的邀約，前往任職。1925年，葛雷納辭任教職，專注於作曲活動。
1930年他返回故鄉柏林，指導私立史騰學院。1935年至1941年間，在帝國音樂厅擔任副主席。這一職位曾由指揮家威廉·富特文格勒任職，相較於富特文格勒直截了當的表態，葛雷納對猶太人的遭遇僅止於同情。艾瑞克·列維（Erik Levi）在《新格罗夫音乐与音乐家辞典》中主張，直到去世為止，葛雷納都支持納粹當局。二〇年代末，葛雷納加入德国文化斗争联盟。1933年4月1日他成為納粹黨員。在二次大戰期間，葛雷納在柏林的住處遭到轟炸，他與家人輾轉於威斯巴登、慕尼黑、維也納和薩爾茨堡等地。1944年他在薩爾茨堡去世，享年72。

## 作品節選
室內樂
- 4首弦樂四重奏（作品54、作品65、作品80）
- 組曲，長笛與鋼琴，作品63

管弦樂
- 2首小品，作品9
- 3首小品，作品26
- 小交響曲，弦樂與豎琴，作品27，1910年
- D小調交響曲，作品39，1912年
- 來自潘國（Aus dem Reiche des Pan），作品22，1920年
- 浪漫幻想曲，作品41
- 夜晚音樂，作品44
- 俄羅斯民歌變奏曲，作品55
- 林間音樂，作品60
- D大調嬉遊曲，作品67
- 序曲，作品73
- 組曲，作品74
- 《無憂宮的長笛》（Die Flöte von Sanssouci），作品88，1930年
- 喜劇，作品82
- 歐根王子變奏曲，作品108，1939年
- 交響曲，作品96
- 3首瑞典舞蹈，作品98
- 《莊嚴時刻》（Feierliche Stunde），作品106
- 《守塔之歌》（Turmwächterlied），作品107，1938年
- 維也納交響曲，作品110，1941年

協奏曲
- 鋼琴協奏曲，作品72
- 協奏曲，大提琴與室內樂團，作品78
- 小提琴協奏曲，作品104
- 長笛協奏曲，作品116

歌劇
- 忠實的哨兵（The Faithful Sentry），作品1
- 達斯納倫格里希特（Das Narrengericht），作品38，1913年
- 唐璜的最後一次冒險（Don Juans letztes Abenteuer），作品42，1914年
- 西奧法諾（Theophano），作品48
- 席林和格特勞德（Schirin und Gertraude），作品51，1920年
- 漢內勒斯升天（Hanneles Himmelfahrt），1927年（根據格哈特·霍普特曼的戲劇）
- 弗里德曼·巴赫（Friedemann Bach），作品90，1931年（根據Albert Emil Brachvogel的小說）
- 洪堡親王（Der Prinz von Homburg），作品100，1935年
- 施萬希爾德（Schwanhild），1941年

以及約130首歌曲作品。

## 外部連結
- 葛雷納的紀念網站 （页面存档备份，存于）
- Paul Graener的作品  - 古騰堡計劃